# 岩屋寺 (愛媛県久万高原町)

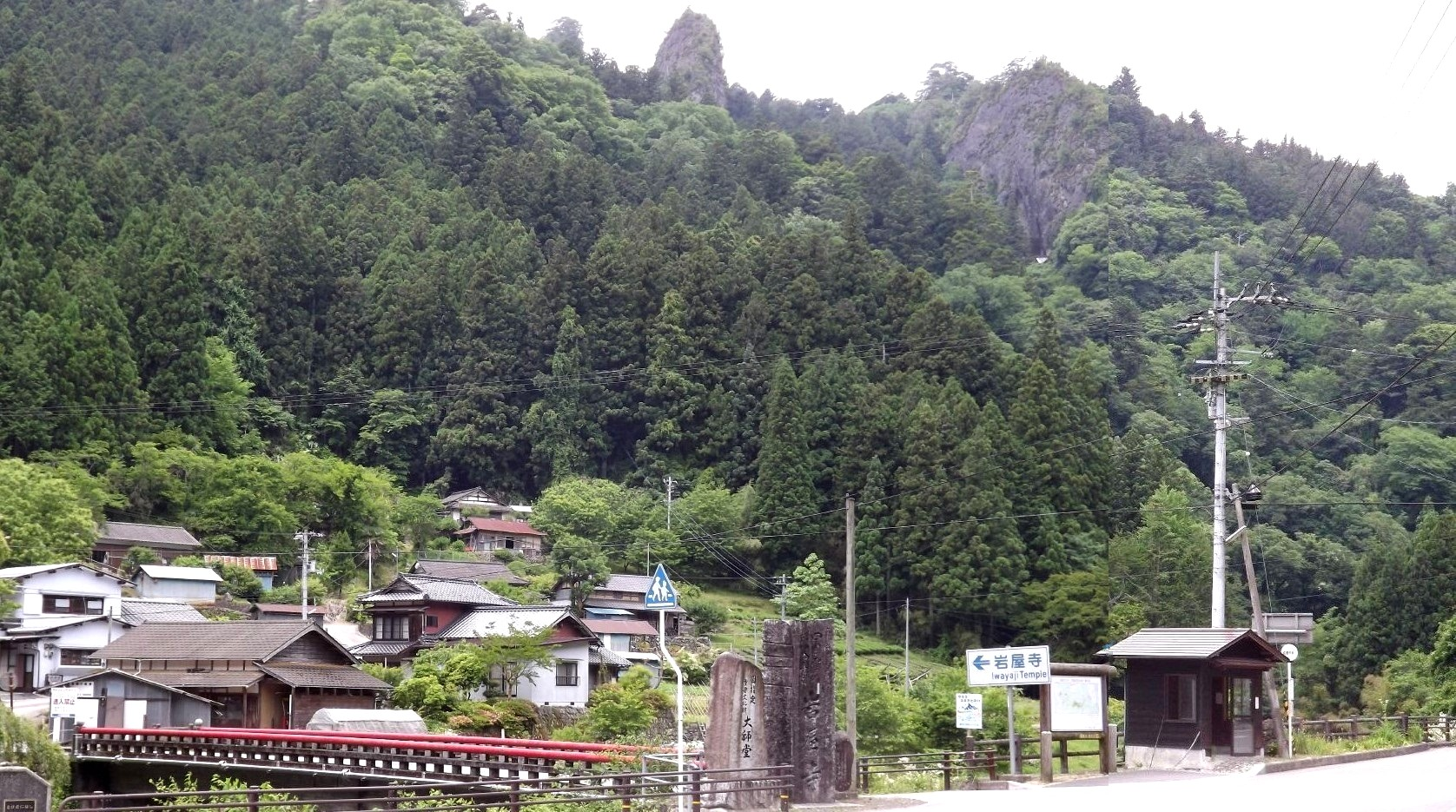
県道入口より臨む

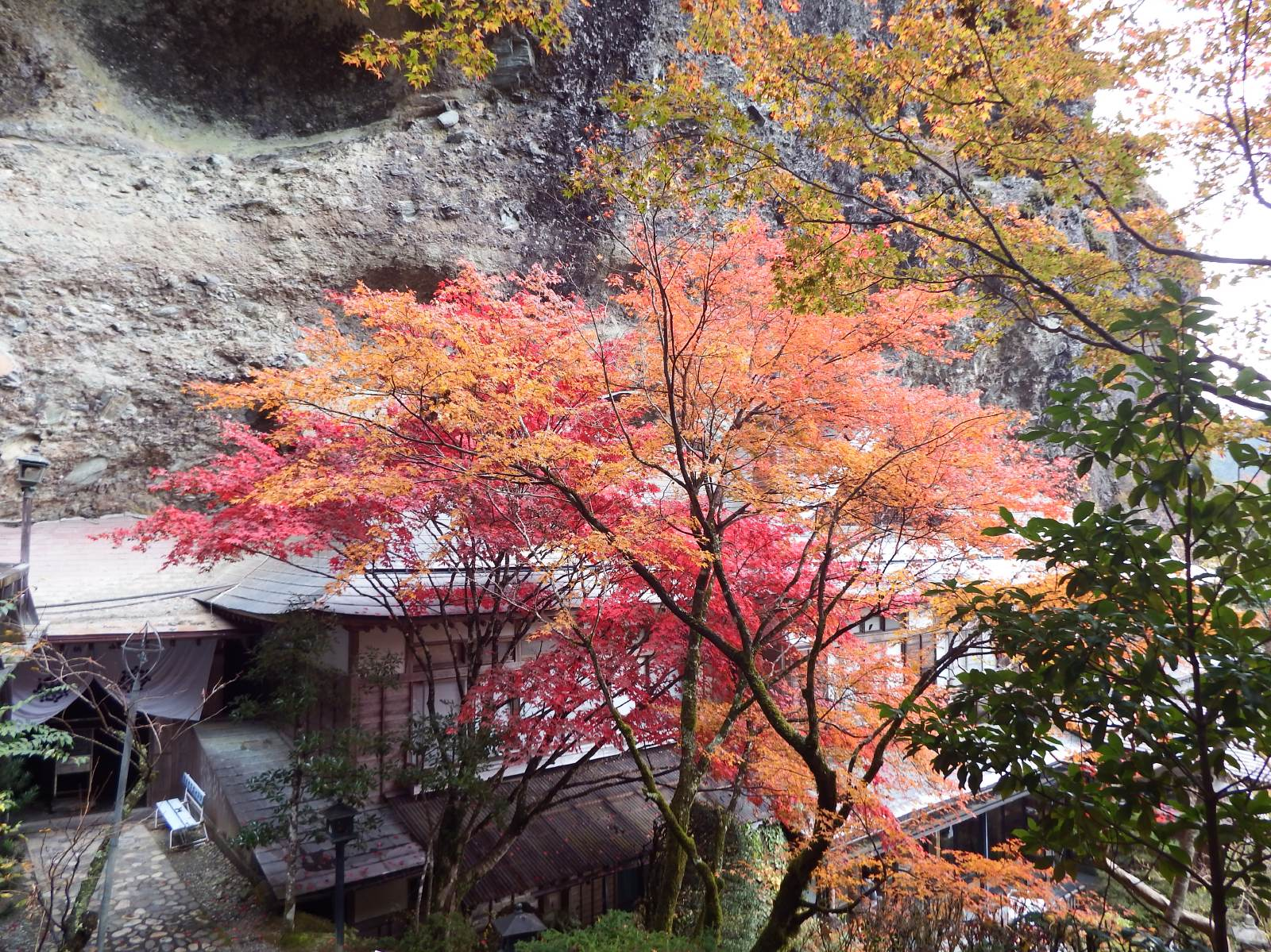
本坊

岩屋寺（いわやじ）は、愛媛県上浮穴郡久万高原町七鳥（ななとり）にある真言宗豊山派の寺院。山号は海岸山（かいがんざん）。本尊は不動明王。四国八十八箇所第四十五番札所。
- 本尊真言：のうまく さんまんだ ばざらだん せんだ まかろしゃだ そわたや うんたらた かんまん
- ご詠歌：大聖（だいしょう）のいのる力のげに岩屋　石のなかにも極楽ぞある
- 納経印：当寺本尊、奥之院白山妙理大菩薩

## 概要
本堂は標高585 m付近にあり本堂の位置で比較すると八十八箇所中4番目の高さで、交通機関を最大限利用する者でも30分近く参道を歩いて登らないとたどり着けない車遍路には最大の難所である。参道途中にはおびただしい数の石仏が重なるように置かれていて、境内は山に向かって右が金剛界峰左が胎蔵峰と呼ばれる天を突く礫岩峰に挟まれ堂宇は巨岩の中腹に埋め込まれるようで、神仙境を思わせる山岳霊場である。なお、本堂が大師堂より小さいのは山全体が本尊とされているからである。
毎年、旧暦3月21日は当寺の縁日で、県道からの橋より中は車進入禁止で県道反対側の駐車場になり村人総出で世話をし、護摩祈祷・御影供法要・餅まきが催行される。その際に大師像御開帳や穴禅定お水供養がある。

## 歴史
寺伝によれば、弘仁6年（815年）霊地を探して山に入った空海（弘法大師）は、山中で神通力を備えた法華仙人という女性と出会う。仙人は空海に帰依して山を献上した。空海は不動明王の木像と石像を刻み、木像は堂宇を建立して本尊として安置、石像は奥の院の岩窟に祀って秘仏とし、岩山全体を本尊としたという。山号の「海岸山」は空海の作とされる「山高き谷の朝霧海に似て松吹く風を波にたとえむ」の歌による。山中の霧を海にたとえた歌である。
鎌倉時代中期に時宗の祖一遍がこの寺に参篭したことは一遍聖絵に描かれている。そして、いつからか第44番大寶寺の奥の院とされていたが、明治7年に初代住職が着任した。だが、明治31年（1898年）に仁王門と虚空蔵堂（祠）を残し堂宇と史料宝物のほとんどを焼失した。その後、大正9年に大師堂、昭和2年に本堂、同9年に山門、同27年に鐘楼、同38年に宿坊、同53年に迫割不動堂と白山権現堂と順次再建されていった。

## 境内
- 石柱門：石柱の上に金剛力士（仁王）の小像が立つ。
- 山門：昭和9年（1934年）建立。急坂の参道途中にあり、まだまだ先に石段が続く
- 仁王門：寛政2年（1790年）落慶。山越えの歩き遍路には境内入口になるが、車利用者は通らない。
- 本堂：昭和2年（1927年）落慶。本尊は秘仏であるが、前立ちの不動明王坐像と脇仏の赤い制吒迦童子・白い矜羯羅童子を拝顔できる。
- 大師堂：重要文化財。文化財の項参照。
- 法華仙人窟跡：本堂右の梯子を上がったところ。
- 阿弥陀窟：仙人窟のさらに上の左側。飛来の仏（長さ四尺あまりの銅像で手に征鼓を持つ阿弥陀如来立像[3]）が中にいる。

- 鐘楼
- 穴禅定（お水供養所）：本堂の真下に20 m位の洞窟があり、かなえる不動・地蔵尊（先祖供養）・弘法大師の石像が最奥に祀られていて、地蔵尊の下から水が湧いている。
- 水子地蔵尊（鋳造仏）：簡素な覆い屋根
- 虚空蔵菩薩堂（祠）：延享4年（1747年）建立。
- のぞみ弥勒石像：簡素な覆い屋根
- 酒水大師石像・道開き不動尊石像・窟の弁財天石像
- 句碑：正岡子規「夏山や四十五番は岩屋寺」が納経所の前にある。

駐車場は、県道の寺と逆側脇にマイクロバス以上とキャンピングカー向け（民家の屋根に当たるので橋から先には入れない）の駐車場、普通車以下は県道から赤い橋を渡って約100 mとさらに約50 m上がった所に駐車場があり、それらから参道の石段を上り、途中の山門を過ぎ石段を上ると、不動明王とお迎え大師像がいて、これ以上登れない人はここで参拝し納経は同行者に頼む、さらに上って行くと赤い極楽橋を渡った辺りから無数の石仏が並べられていて、さらに上ると、やっと見上げた上に境内が見えてくる。本坊の段まで来ると左に水子地蔵尊、鐘楼、その先にバイオトイレ（2001年12月導入）、右に手水場、庫裏・納経所がある。さらに少し上ると本堂が、その左のほうに大師堂がある。大師堂を過ぎて仁王門をくぐり山を入っていくと三十六童子行場、逼割禅定（せりわりぜんじょう）・鎖禅定がある奥の院に至る。
- 遍照閣（檀信徒会館）：平成26年落慶。入口には倶利伽羅不動、最上階には境内を背に不動明王坐像が鎮座。阿字観・写経・写仏の体験ができる詳細は寺へ。
- 宿坊：なし
- 駐車場：105台。民営が普通車で300円、県道脇は200円。

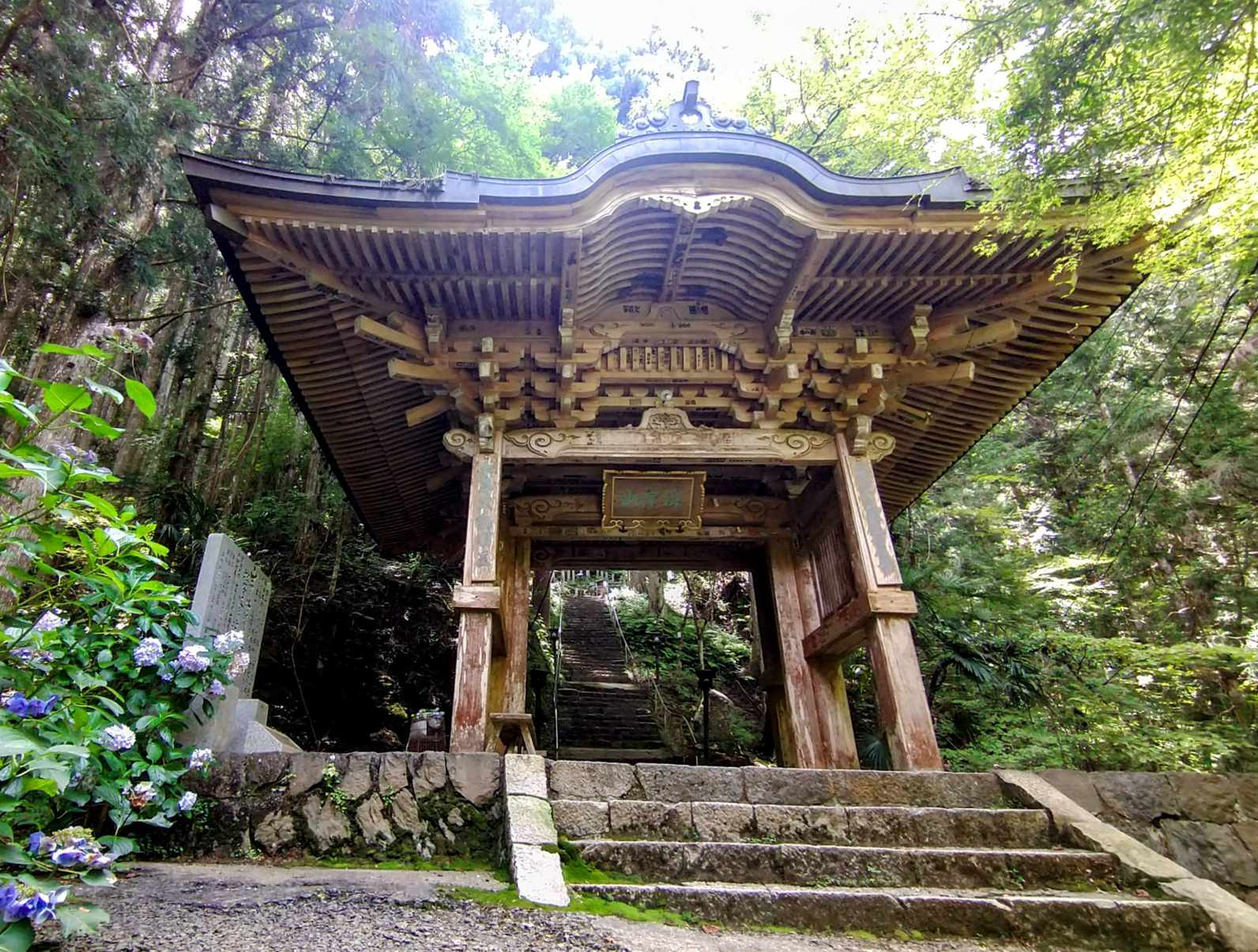
山門
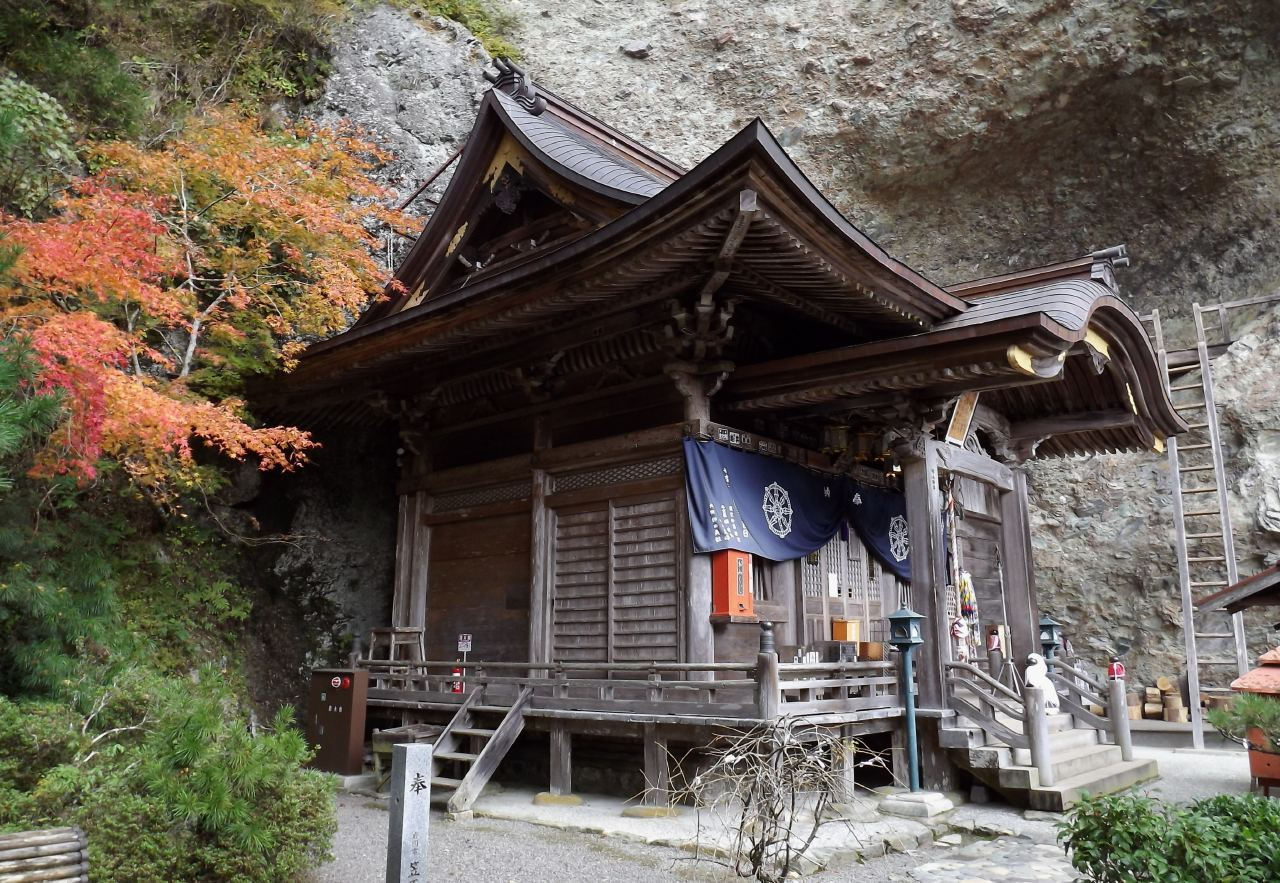
本堂
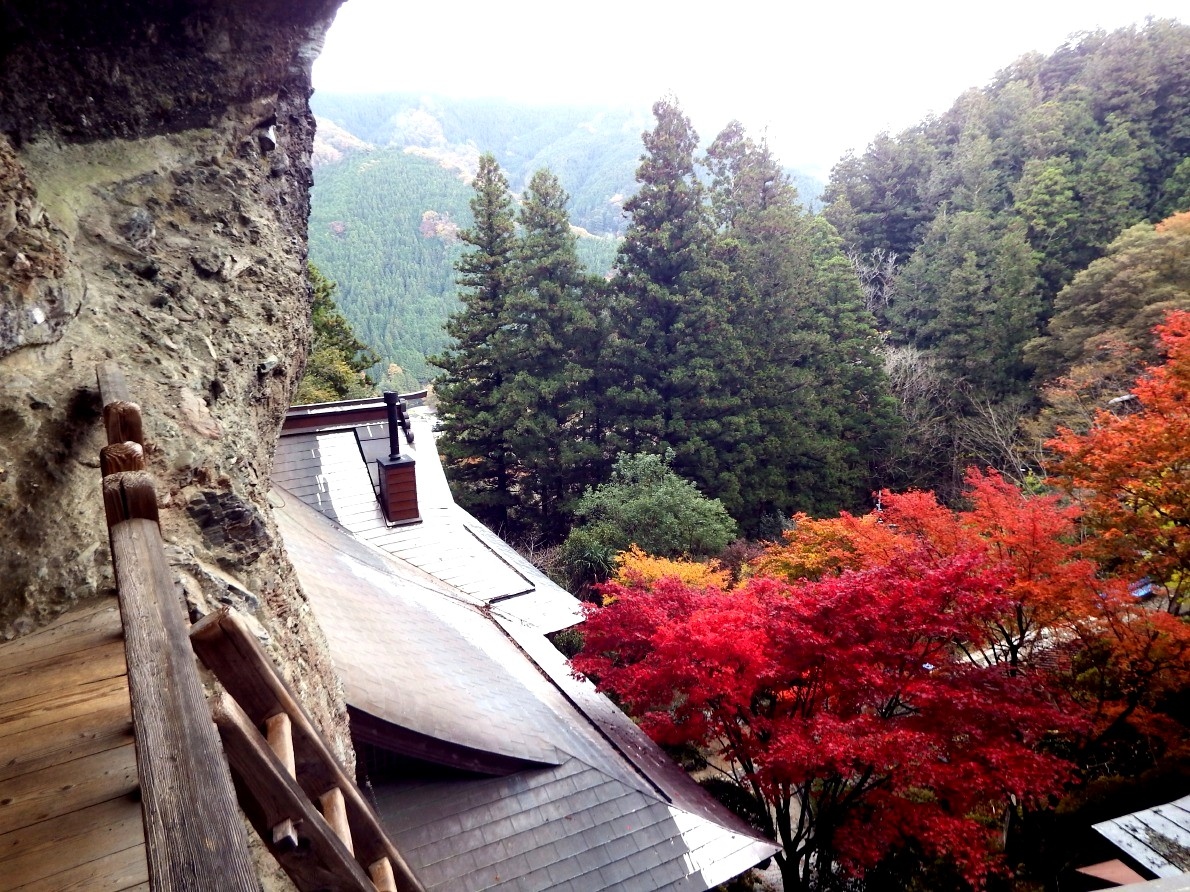
法華仙人窟跡
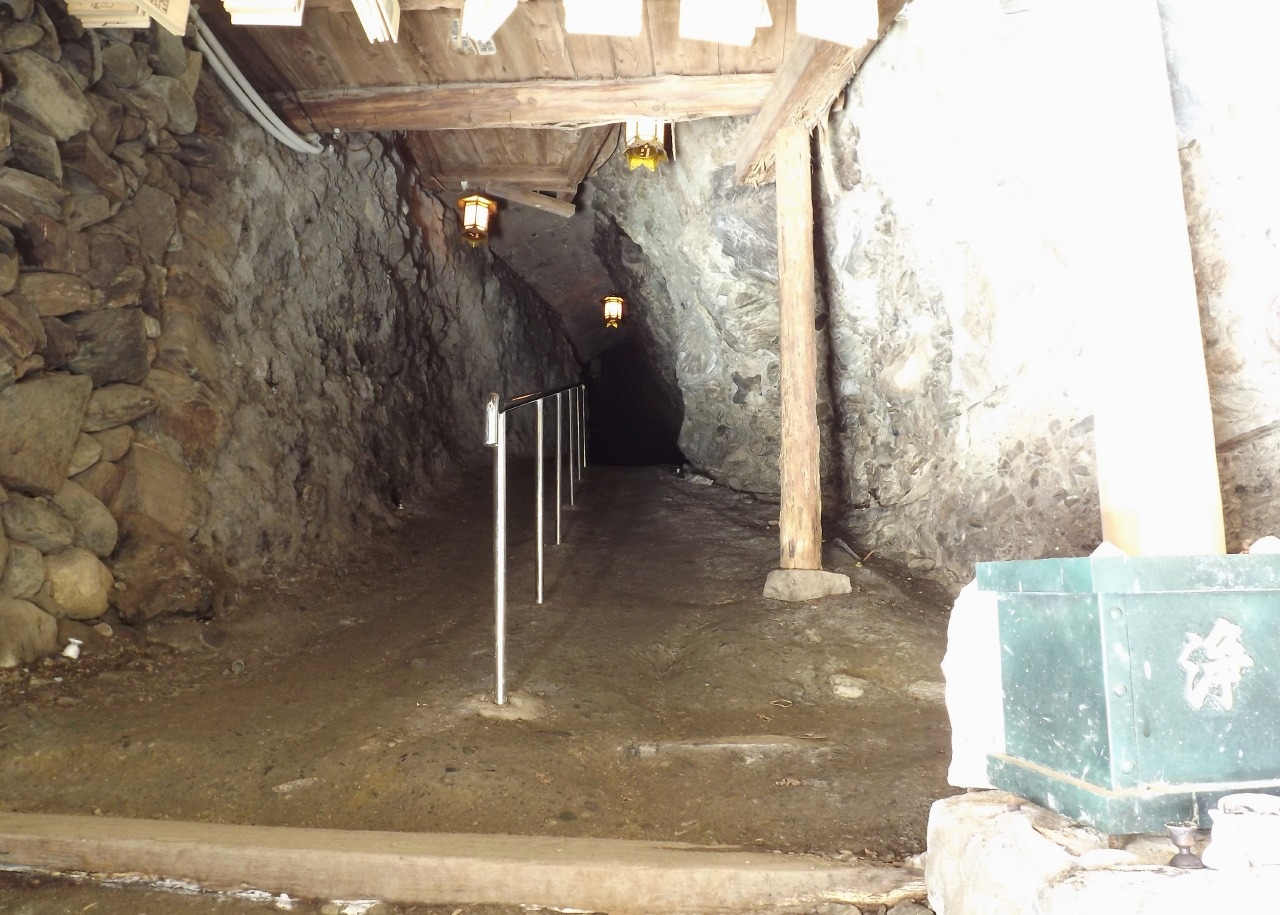
穴禅定
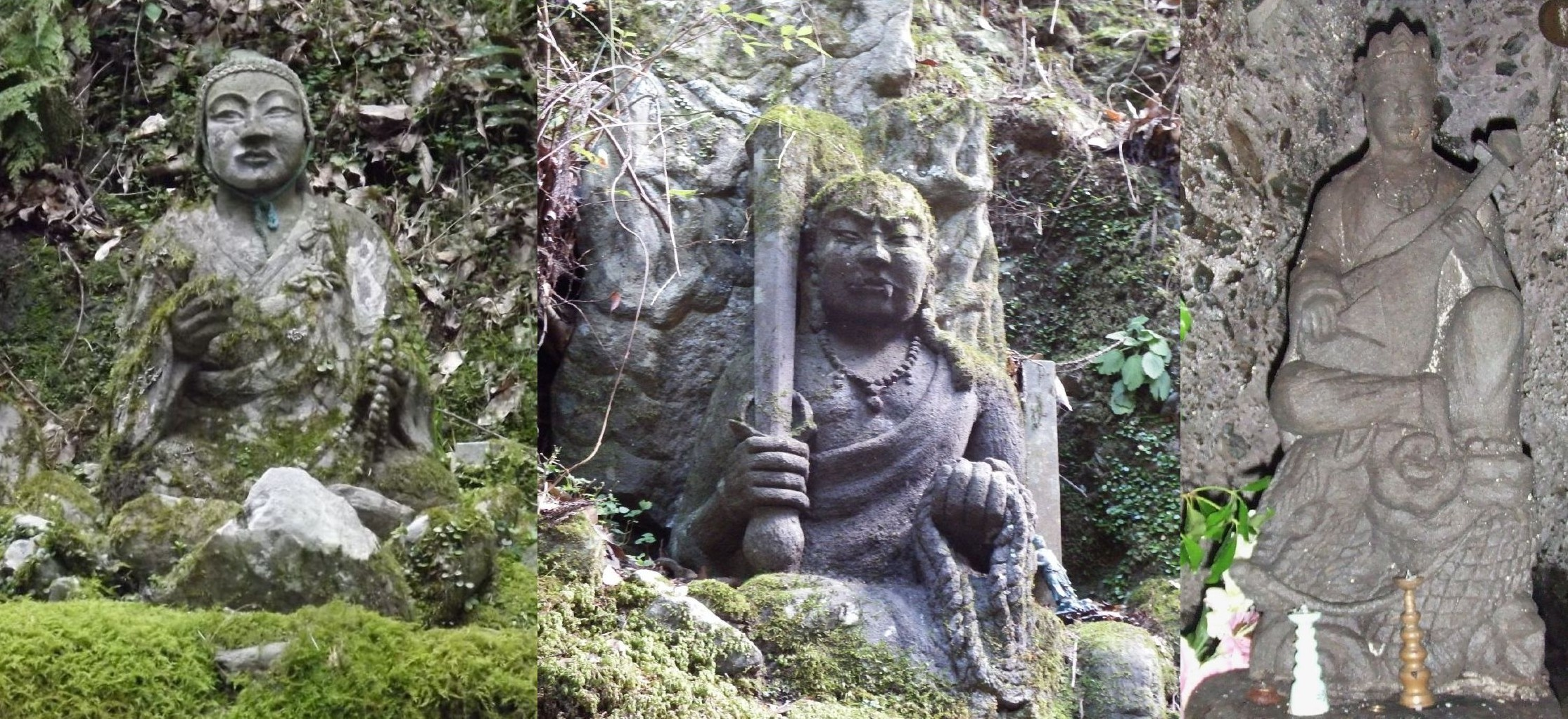
酒水大師・道開不動・窟の弁財天
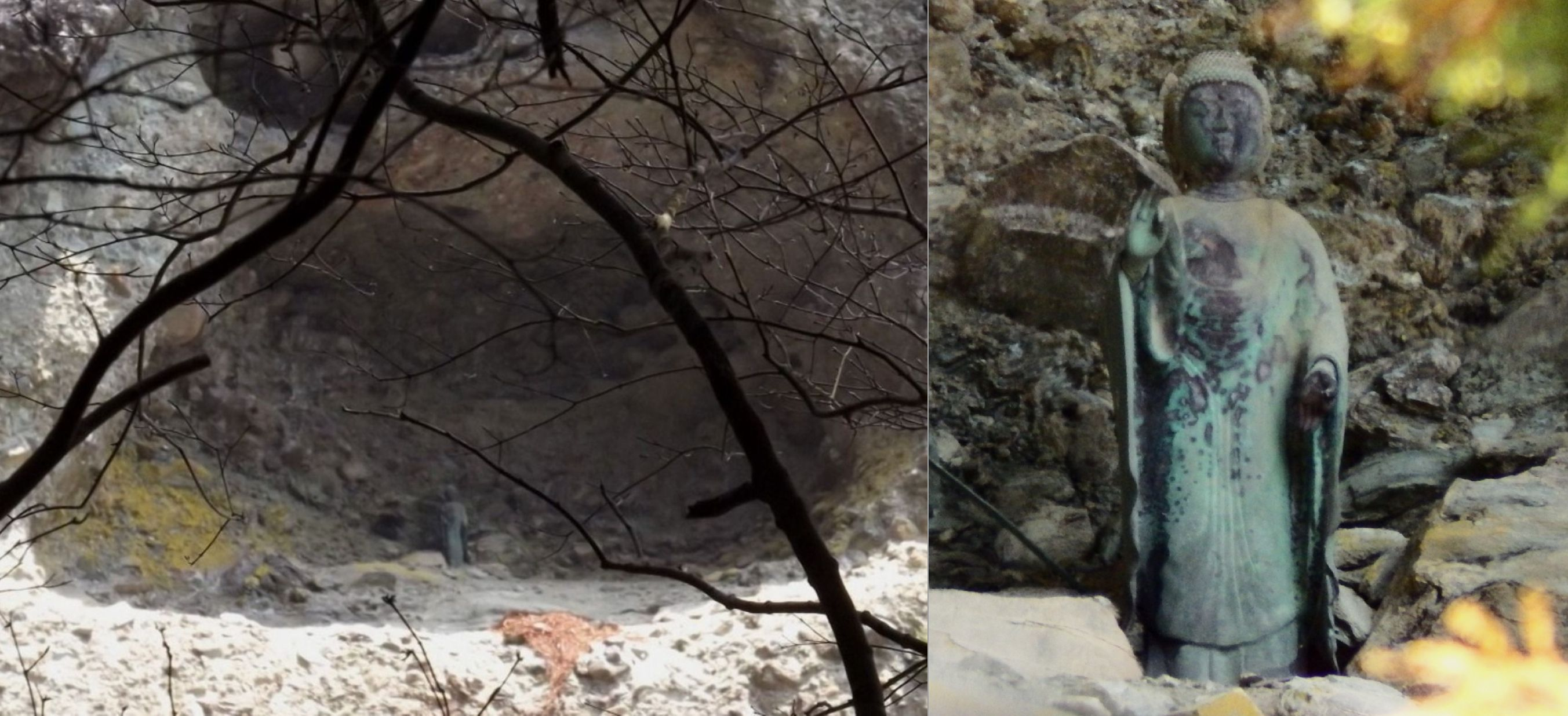
阿弥陀窟（左上側の窪み）に立つ飛来の仏
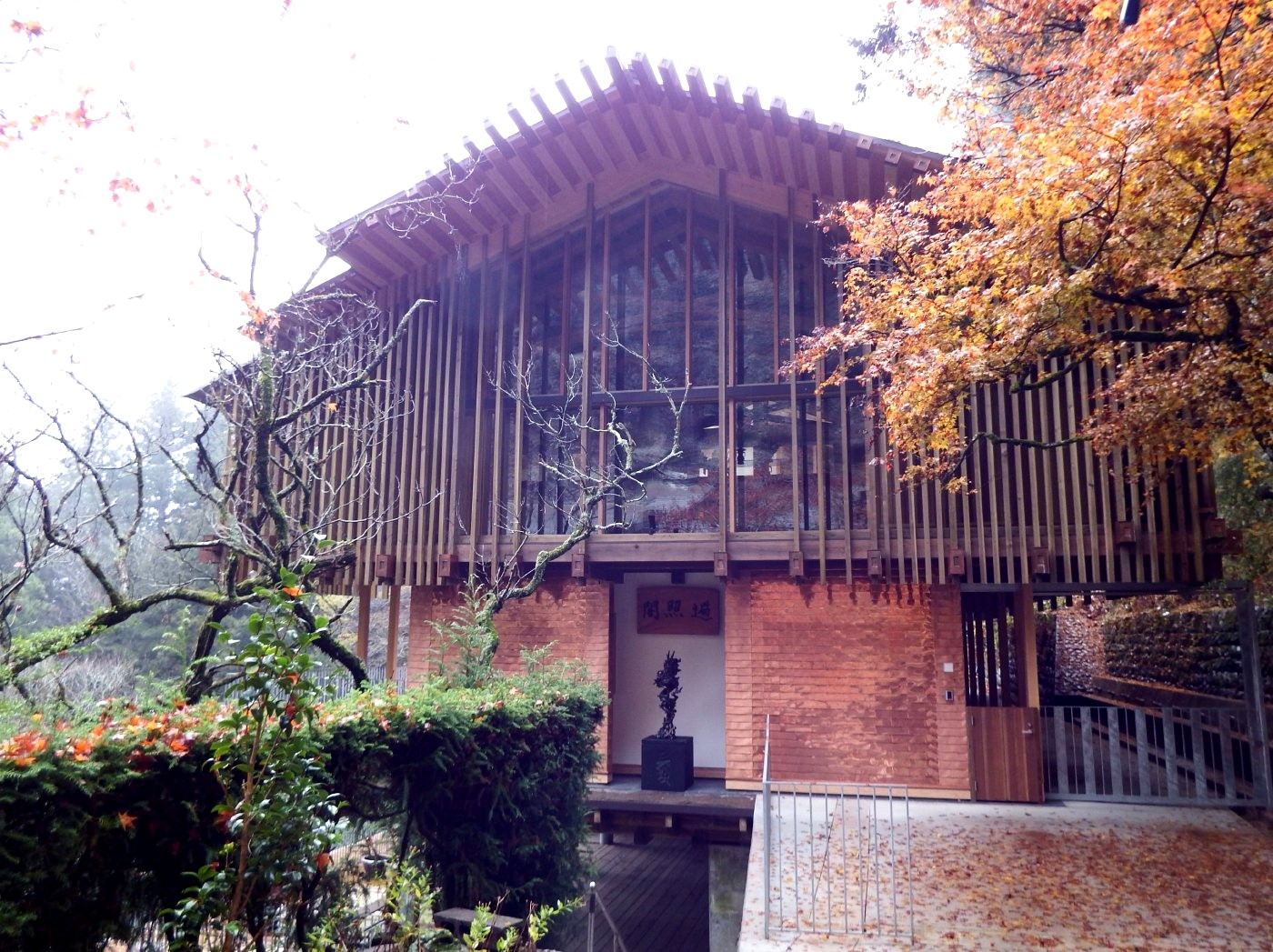
遍照閣

## 文化財

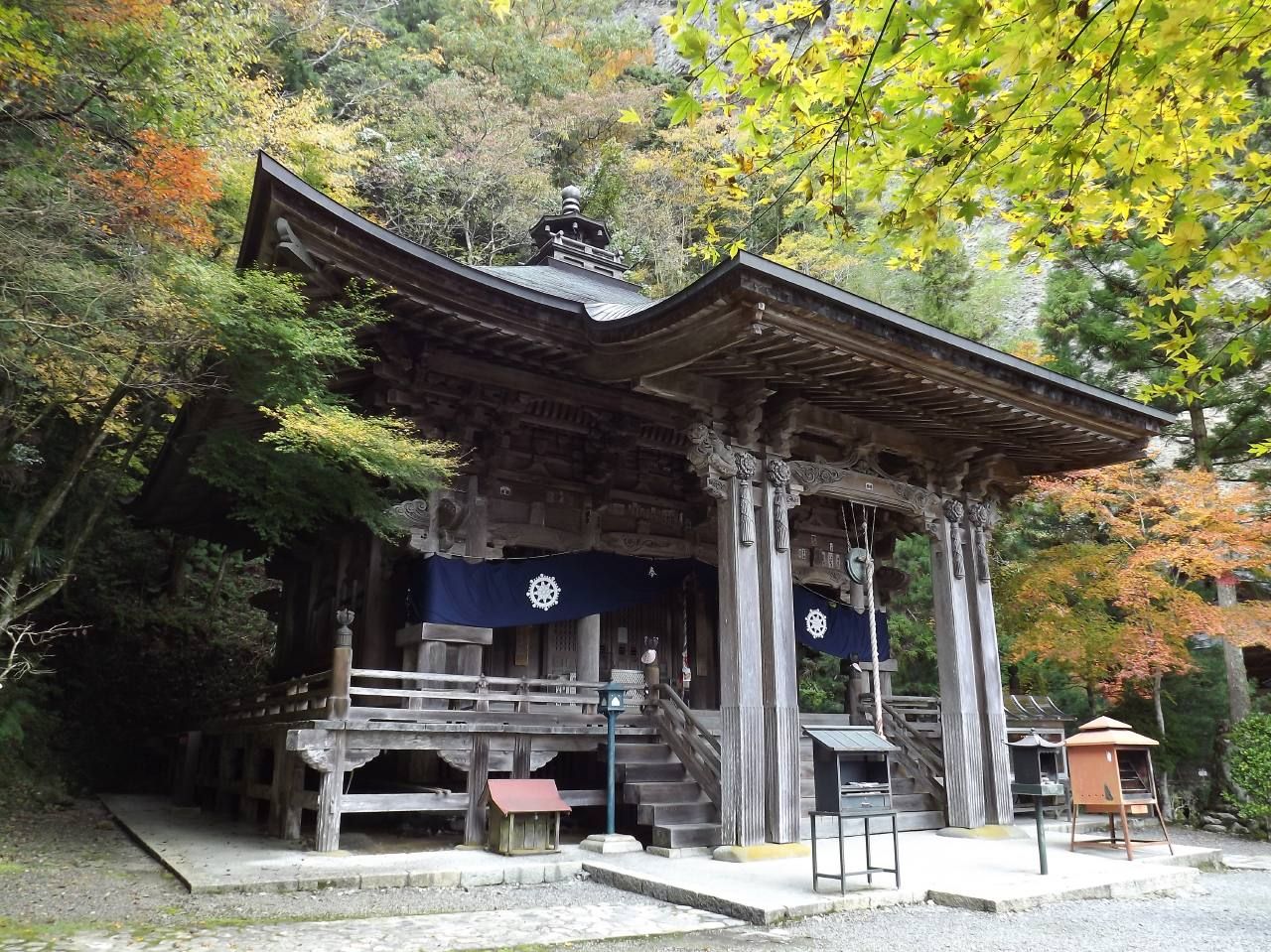
大師堂（重要文化財）

重要文化財
- 大師堂：2007年6月18日指定[4]。

大正9年（1920年）の建立。設計は愛媛県出身で大蔵省営繕管財局技手などを務めた河口庄一、大工は窪田文治郎らである。宝形造、銅板葺き。正面の向拝の柱は左右とも双子柱とし、母屋の四隅は3本組の柱とする。これは伝統的仏堂建築にはみられないものである。向拝柱は上部を細くしたエンタシスとし、柱上部にはバラの花と房飾りを彫り出し、柱下部にはフルーティング（溝彫り）を施すなど、随所に西洋建築のディテールを取り入れている。伝統的仏堂建築に新様式を取り入れた近代仏堂の代表作。
国の史跡
- 伊予遍路道 岩屋寺道：大寶寺から当寺に至る遍路道のうち指定区間は大寶寺を参照。2021年3月26日指定ほか[5][6][7][8]。
- 伊予遍路道 岩屋寺境内：2022年11月10日指定[6]。
- 伊予遍路道 浄瑠璃寺道：当寺から浄瑠璃寺に至る約29kmの遍路道のうち、古道の景観が維持されている2ケ所の合計約1.3 km。2022年11月10日指定[6]。

1. 岩屋寺虚空蔵堂から山門までの約373 m

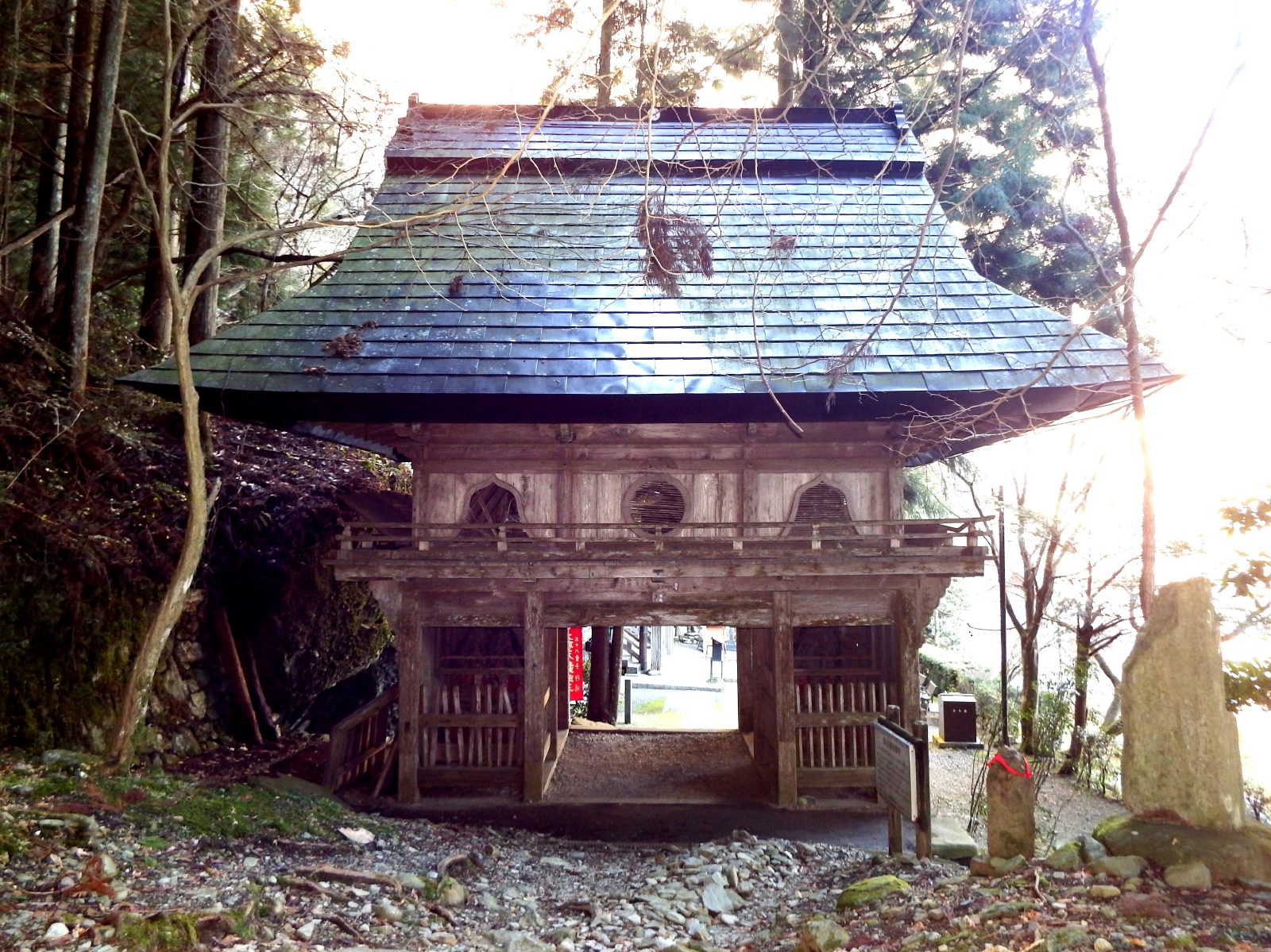
仁王門

2. 千本峠の881 m。

国の名勝
- 岩屋：1944年11月7日指定[9]。

久万高原町指定有形文化財
- 仁王門：1962年10月1日指定[10]

## 交通案内
鉄道
- 四国旅客鉄道（JR四国） 予讃線 – 松山駅

バス
- ジェイアール四国バス 久万高原線 「松山駅」 - 「久万中学校前」下車
- 伊予鉄南予バス [久万営業所] -「岩屋寺」下車 (0.6 km)

道路
- 県道12号線 岩屋寺 (0.6 km)

## 奥の院
（参照）三十六童子行場
納経所で三十六童子行場へとお願いすると300円で56枚の納め札を頂ける。三十六童子と番外札20枚であり、大師堂の先の仁王門の脇が１番で、そこから順番に納めながら上って行くと最後に下記の逼割禅定の門に至る。32番は険しい峰の上にあるのでその下に納め札箱がある。探しながら巡るので約１時間はかかる。

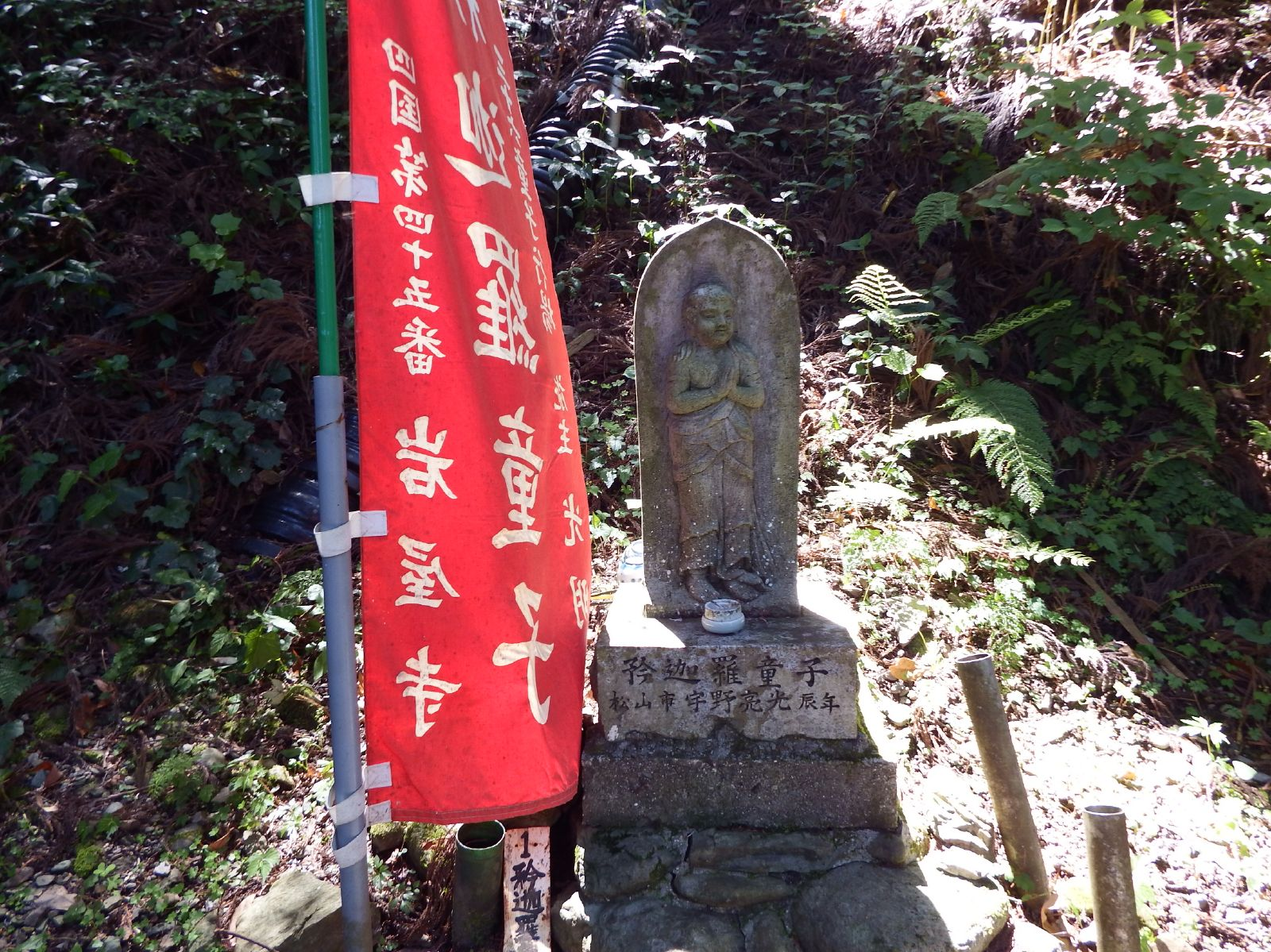
1番
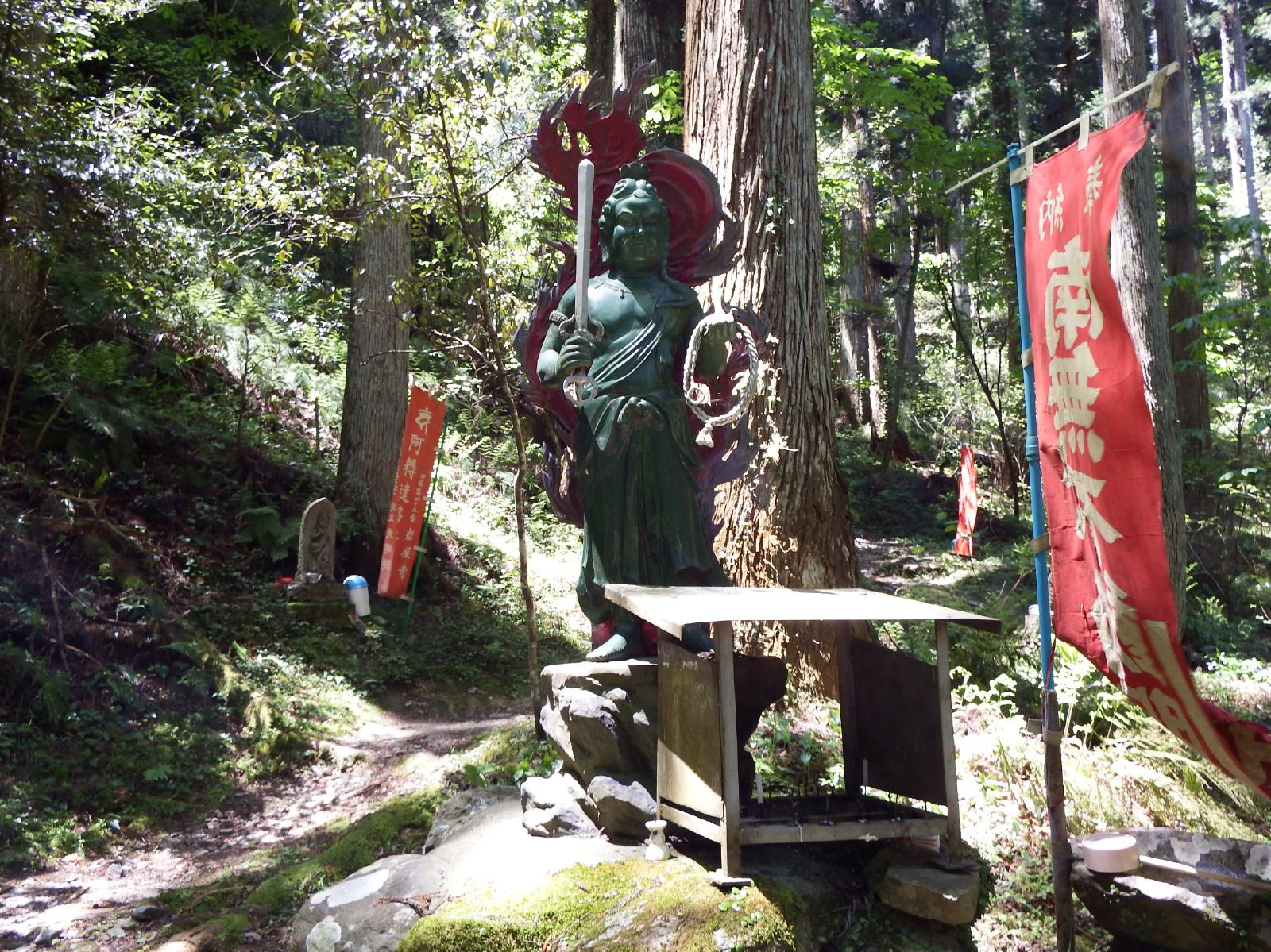
途中の不動明王像
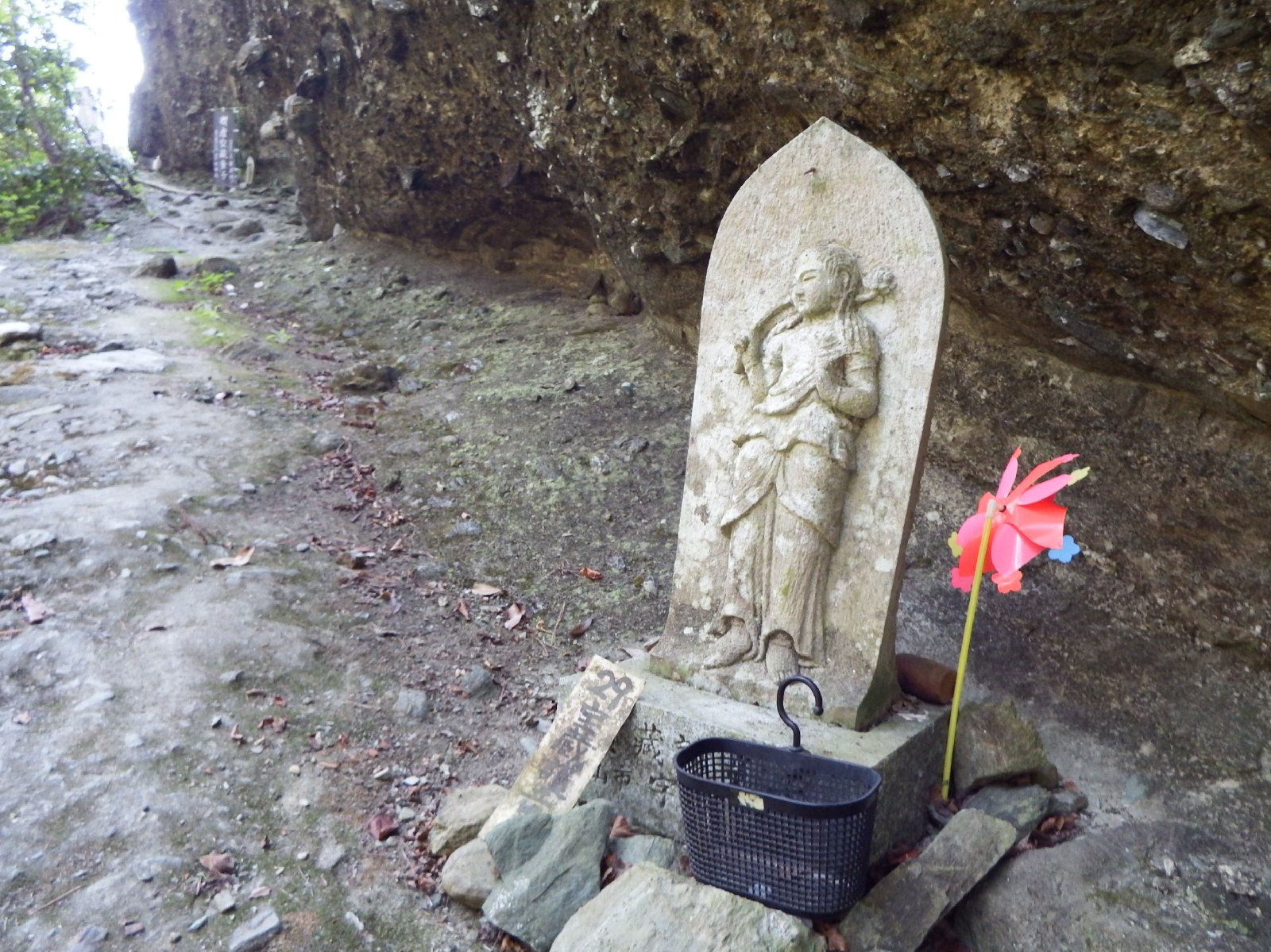
29番
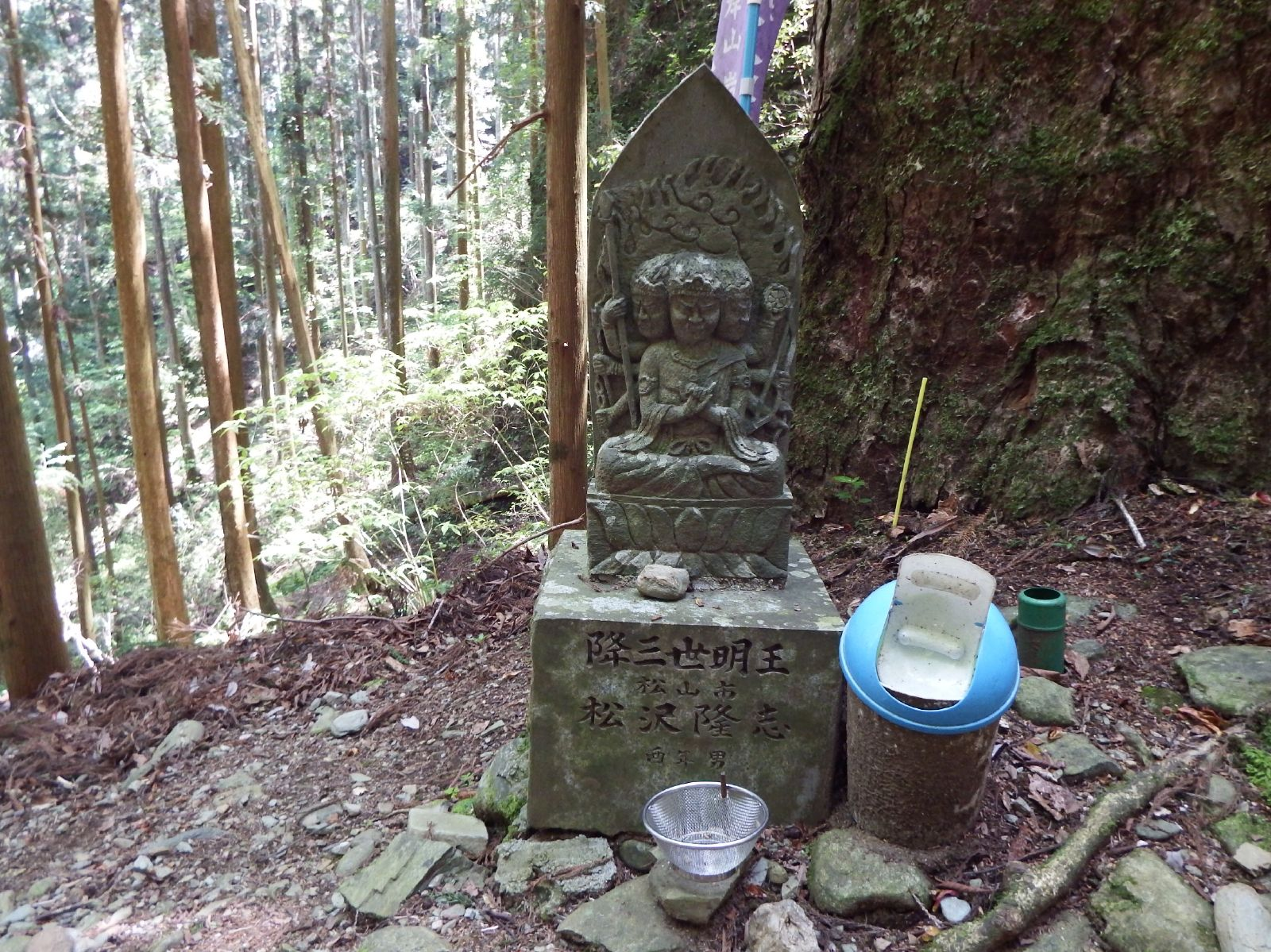
最終番

白山行場
本寺から仁王門を経て三十六童子行場を終えたところに大きな赤い不動明王立像が脇に立っている門がある。納経所で預かった鍵で扉を開けて入り、逼割禅定と呼ばれる両岸が迫った岩の隙間を上り、さらに鎖場を登ると太い梯子の下に至る。その鞍部に古い祠が一つ。その先の崖を上がればさらに祠が二つ。戻って梯子を上がった山頂に石室の祠があり白山権現が祀られている。

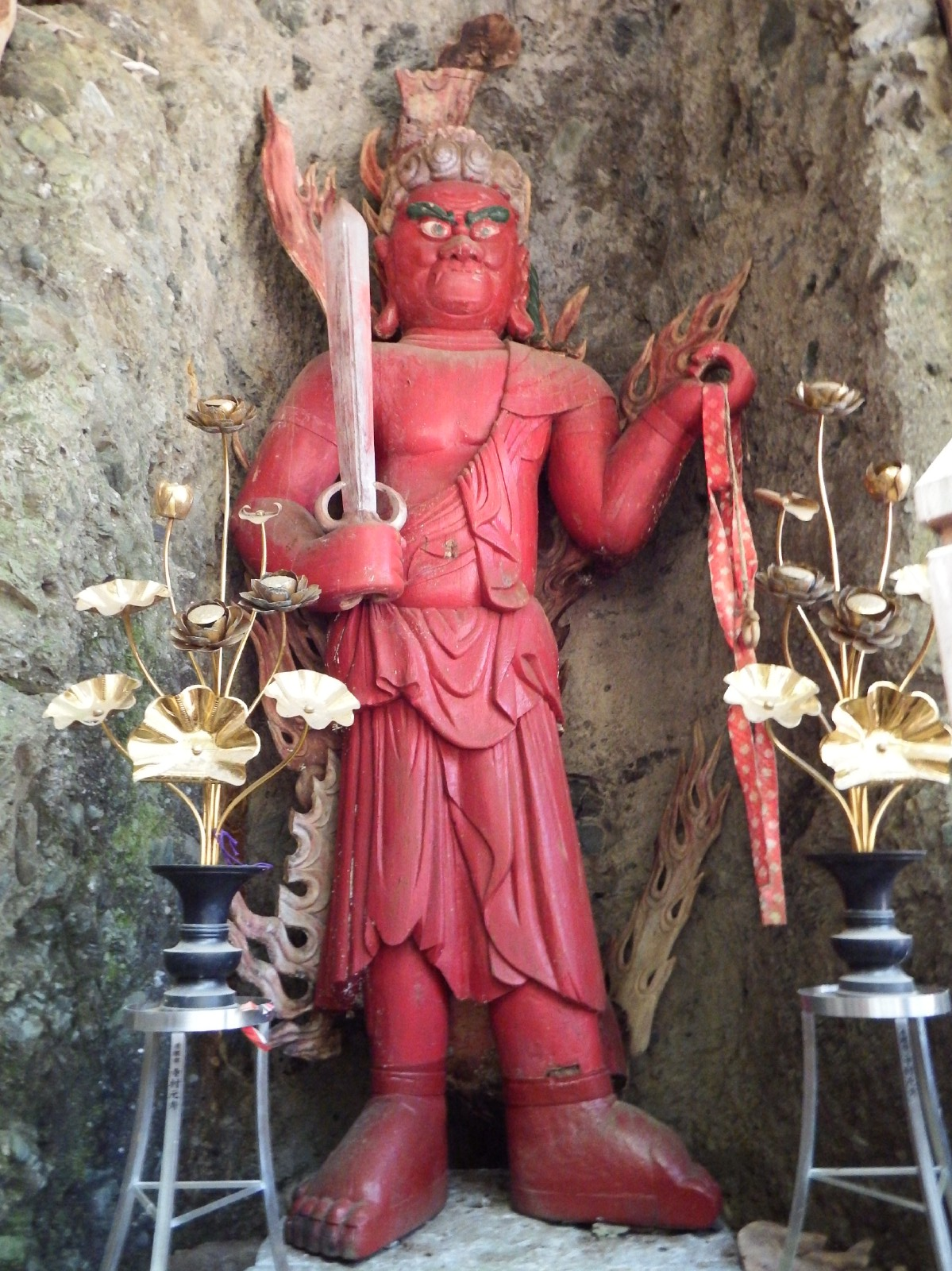
大きな赤不動
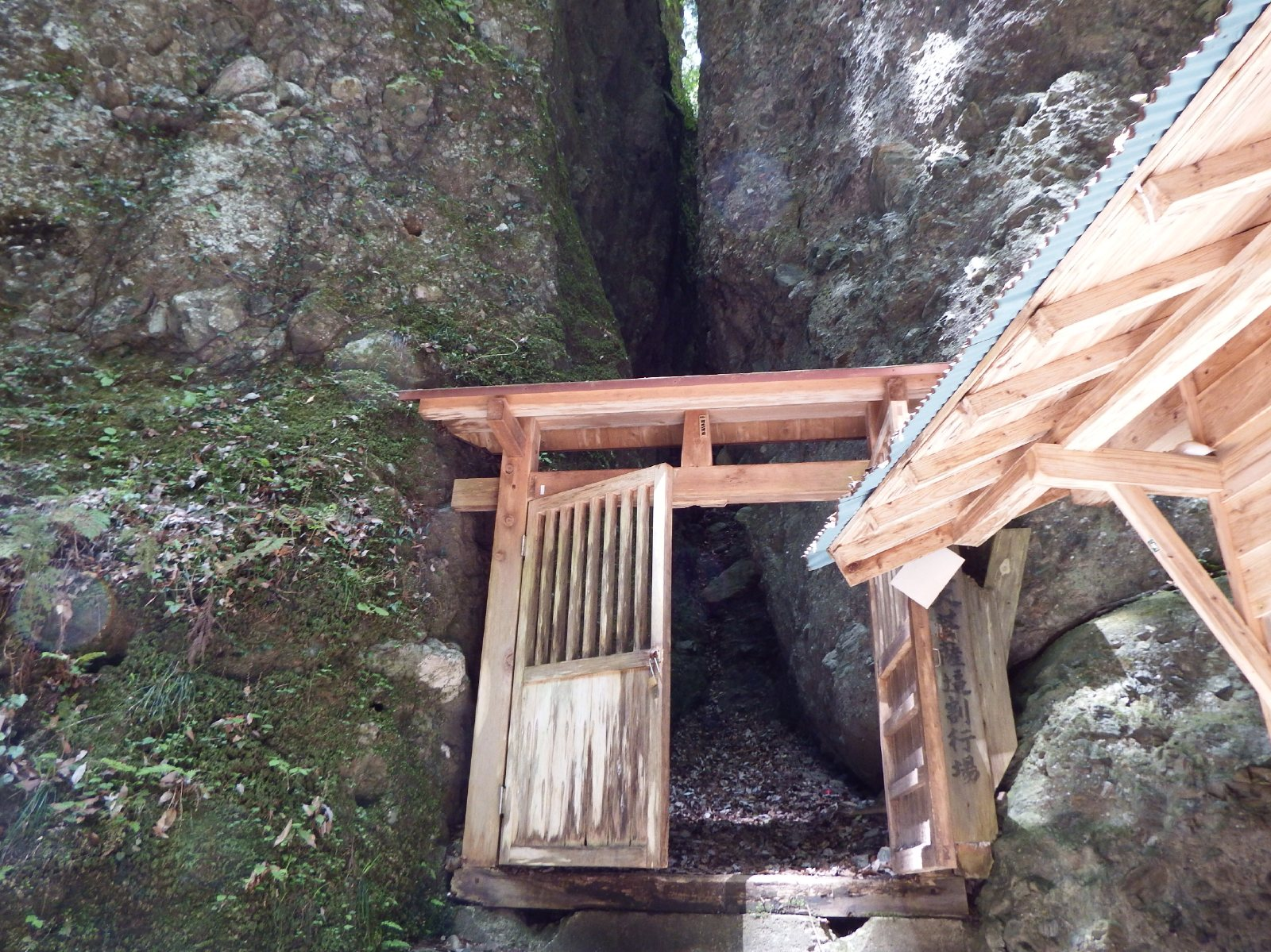
逼割禅定の門
白山権現を祀る頂上

## 周辺の関連項目
古岩屋

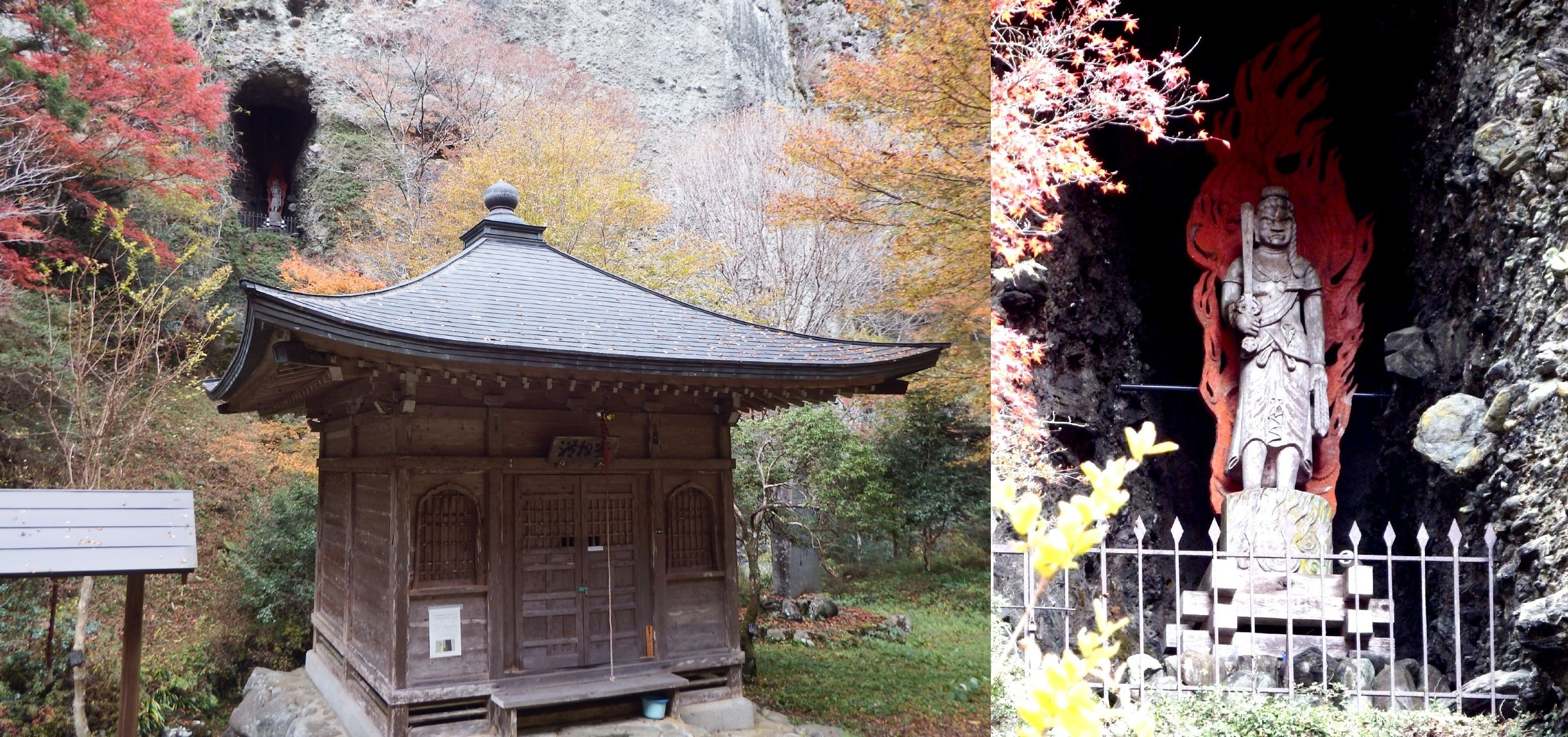
古岩屋の不動堂

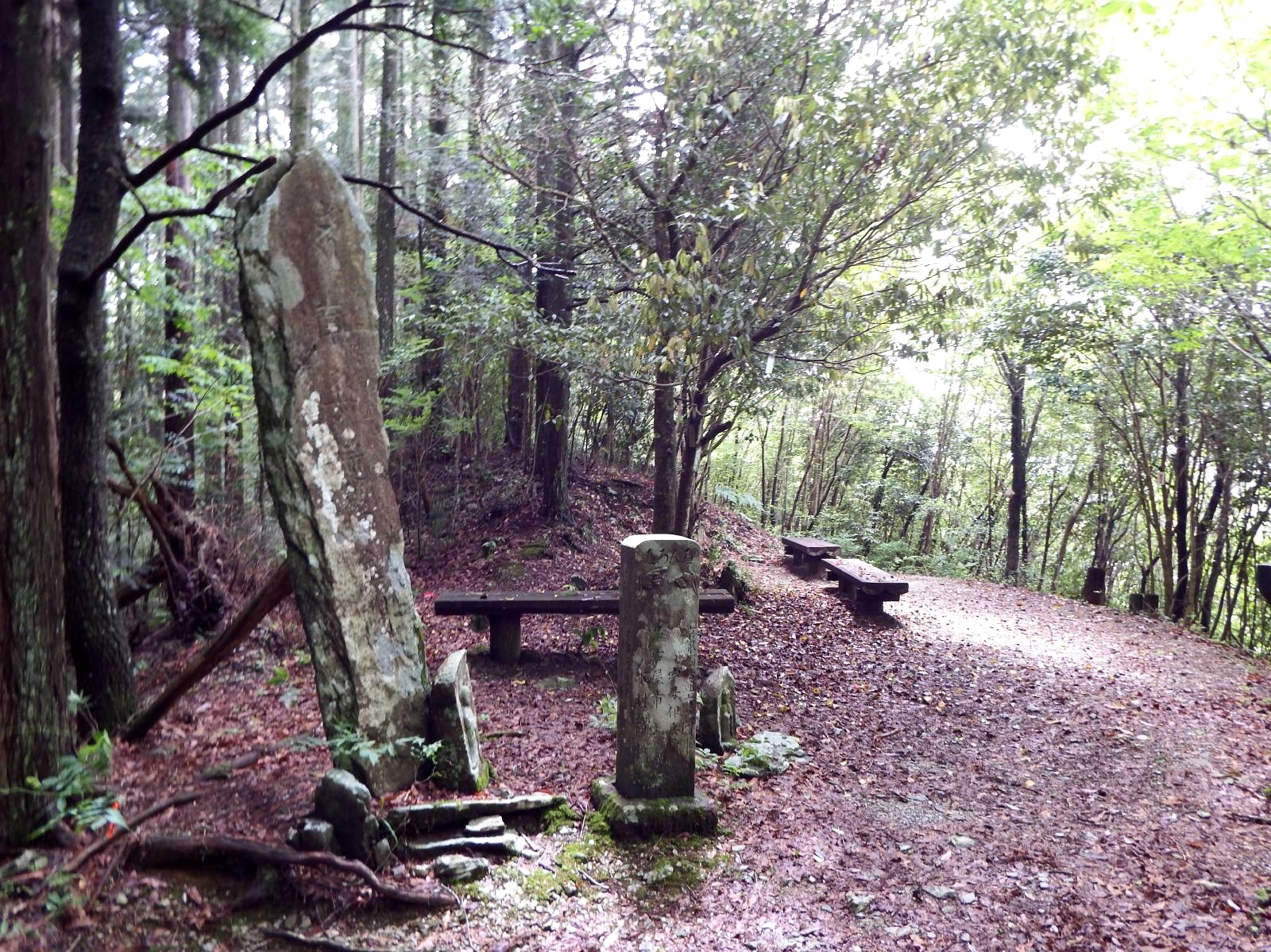
八丁坂の茶店跡

- 古岩屋の不動尊：堂は拝堂であり、その背後の80 mの不動岳の岩壁に開いた甌穴に大きな不動明王立像（像高3.03 mカヤの一木造り昭和47年作）が蔵められている。（不動尊）
- 句碑：正岡子規「夏の日能ひえてし多ゝたる岩間可奈」が堂の前方にある。
- 古岩屋の大師堂：65 mの大師岳の根元にへばりつくように建てられている。荒れていて仏像は失われている。左に小堂と石像が数体並ぶ。（大師堂）
- 八丁坂:上り口 （八丁坂入口）
- 八丁坂の茶店跡：標高約575 mから標高約735 mへつづら折りの道を北から上がる八丁坂コースと南西の中野村槙ノ谷から上がる打戻無しのコースとの出合いの場所で、当時七鳥村の人々が槙ノ谷の道こそ本来の道であることを示そうと南無遍照金剛と彫られた大きな石板を延享5年（1748年）に建てた[11]。（八丁坂の茶店跡）
- 古岩屋の杖立て地蔵尊：祠の中には石柱が中央にあり、脇に数本の杖がある。（杖立て地蔵尊）

## 前後の札所
四国八十八箇所
44 大寶寺 --(8.4 km)--  45 岩屋寺 --(29.5 km)- 46 浄瑠璃寺